# Prädiktionsmatrix
In der Statistik ist die Prädiktionsmatrix (englisch prediction matrix) eine symmetrische und idempotente Matrix und damit eine Projektionsmatrix. Die Prädiktionsmatrix wird gelegentlich Hut-Matrix oder Dach-Matrix genannt, da sie {\displaystyle y} auf {\displaystyle {\hat {y}}} abbildet. Dementsprechend wird sie entweder mit {\displaystyle \mathbf {P} } oder {\displaystyle \mathbf {H} } notiert. Der Begriff „Prädiktionsmatrix“ bzw. „Vorhersagematrix“ wurde von Hoaglin & Welsh (1978) sowie Chatterjee & Hadi (1986) geprägt und rührt daher, dass wenn man die Matrix auf die {\displaystyle y}-Werte anwendet sie die vorhergesagten Werte ({\displaystyle {\hat {y}}}-Werte) generiert. Eine weitere in der Statistik wichtige Matrix ist die Residualmatrix, die durch die Prädiktionsmatrix definiert wird und ebenfalls eine Projektionsmatrix ist.

## Definition
Gegeben ein typisches multiples lineares Regressionsmodell {\displaystyle \mathbf {y} =\mathbf {X} {\boldsymbol {\beta }}+{\boldsymbol {\varepsilon }}}, mit {\displaystyle {\boldsymbol {\beta }}} dem {\displaystyle p\times 1} Vektor der unbekannten Regressionsparameter, der {\displaystyle n\times p} Versuchsplanmatrix {\displaystyle \mathbf {X} }, dem {\displaystyle n\times 1} Vektor der abhängigen Variablen {\displaystyle \mathbf {y} } und dem {\displaystyle n\times 1} Vektor der Störgrößen {\displaystyle {\boldsymbol {\varepsilon }}}. Dann ist die Prädiktionsmatrix definiert durch
{\displaystyle \mathbf {P} \equiv \mathbf {X} \left(\mathbf {X} ^{\top }\mathbf {X} \right)^{-1}\mathbf {X} ^{\top }\quad } mit {\displaystyle \quad \mathbf {P} \in \mathbb {R} ^{n\times n}}.
Die Matrix {\displaystyle \mathbf {X} ^{+}=\left(\mathbf {X} ^{\top }\mathbf {X} \right)^{-1}\mathbf {X} ^{\top }} wird auch Moore-Penrose-Inverse von {\displaystyle \mathbf {X} } genannt.
Die mithilfe der Methode der kleinsten Quadrate geschätzte Regressions(hyper)ebene ist dann gegeben durch die Stichproben-Regressionsfunktion {\displaystyle {\hat {\mathbf {y} }}={\widehat {\operatorname {E} (\mathbf {y} )}}=\mathbf {X} {\hat {\boldsymbol {\beta }}}}, wobei {\displaystyle {\hat {\boldsymbol {\beta }}}=\left(\mathbf {X} ^{\top }\mathbf {X} \right)^{-1}\mathbf {X} ^{\top }\mathbf {y} } der Kleinste-Quadrate-Schätzvektor ist. Die Prädiktionsmatrix {\displaystyle \mathbf {P} } ist die Matrix der Orthogonalprojektion auf den Spaltenraum von {\displaystyle \mathbf {X} } und hat maximal den Rang {\displaystyle p} ({\displaystyle p=k+1} ist die Anzahl der Parameter des Regressionsmodells). Falls {\displaystyle \mathbf {X} } eine {\displaystyle (n\times p)} Matrix mit {\displaystyle \operatorname {Rang} (\mathbf {X} )=p} ist, dann ist {\displaystyle \operatorname {Rang} (\mathbf {P} )=p}. Da {\displaystyle \mathbf {P} } eine Projektionsmatrix ist, gilt {\displaystyle \operatorname {Rang} (\mathbf {P} )=\operatorname {Spur} (\mathbf {P} )=p}. Die Idempotenz- und die Symmetrieeigenschaft ({\displaystyle \mathbf {P} \cdot \mathbf {P} =\mathbf {P} } und {\displaystyle \mathbf {P} ^{\top }=\mathbf {P} }) implizieren, dass {\displaystyle \mathbf {P} } ein orthogonaler Projektor auf den Spaltenraum {\displaystyle S(\mathbf {X} )=S(\mathbf {P} )} ist. Die Projektionsrichtung ergibt sich aus der Matrix {\displaystyle (\mathbf {I} -\mathbf {P} )}, deren Spalten senkrecht auf {\displaystyle S(\mathbf {X} )} stehen. Die Matrix {\displaystyle \mathbf {P} } wird Prädiktionsmatrix genannt, da sich die Vorhersagewerte {\displaystyle {\hat {\mathbf {y} }}} durch die linksseitige Multiplikation des Vektors {\displaystyle \mathbf {y} } mit dieser Matrix ergeben. Dies kann durch Einsetzen des KQ-Parameterschätzers wie folgt gezeigt werden:
{\displaystyle {\hat {\mathbf {y} }}=\mathbf {X} {\hat {\boldsymbol {\beta }}}=\underbrace {\mathbf {X} \left(\mathbf {X} ^{\top }\mathbf {X} \right)^{-1}\mathbf {X} ^{\top }} _{=\mathbf {P} }\mathbf {y} =\mathbf {P} \mathbf {y} }.
Die Vorhersagewerte von {\displaystyle y} (die {\displaystyle {\hat {y}}}-Werte) können also als eine Funktion der beobachteten {\displaystyle y}-Werte verstanden werden. Zahlreiche statistische Resultate lassen sich auch mit der Prädiktionsmatrix darstellen. Beispielsweise lässt sich der Residualvektor mittels der Prädiktionsmatrix darstellen als: {\displaystyle {\hat {\boldsymbol {\varepsilon }}}=\mathbf {y} -{\hat {\mathbf {y} }}=\mathbf {y} -\mathbf {X} {\hat {\boldsymbol {\beta }}}=(\mathbf {I} -\mathbf {X} \left(\mathbf {X} ^{\top }\mathbf {X} \right)^{-1}\mathbf {X} ^{\top })\mathbf {y} =(\mathbf {I} -\mathbf {P} )\mathbf {y} }. Die (nichttriviale) Kovarianzmatrix des Residualvektors lautet {\displaystyle \operatorname {Cov} ({\hat {\boldsymbol {\varepsilon }}})=\sigma ^{2}(\mathbf {I} -\mathbf {P} )} und spielt für die Analyse von Hebelwerten eine Rolle.

## Eigenschaften

### Idempotenz
Die Prädiktionsmatrix ist idempotent. Dies kann so interpretiert werden, dass „zweimaliges Anwenden der Regression zum gleichen Ergebnis führt“. Die Idempotenzeigenschaft der Prädiktionsmatrix kann wie folgt gezeigt werden:
{\displaystyle \mathbf {P} ^{2}=\mathbf {P} \cdot \mathbf {P} =\mathbf {X} \left(\mathbf {X} ^{\top }\mathbf {X} \right)^{-1}\mathbf {X} ^{\top }\mathbf {X} \left(\mathbf {X} ^{\top }\mathbf {X} \right)^{-1}\mathbf {X} ^{\top }=\mathbf {X} \left(\mathbf {X} ^{\top }\mathbf {X} \right)^{-1}\mathbf {I} \mathbf {X} ^{\top }=\mathbf {X} \left(\mathbf {X} ^{\top }\mathbf {X} \right)^{-1}\mathbf {X} ^{\top }=\mathbf {P} },
wobei {\displaystyle \mathbf {I} } die Einheitsmatrix ist.

### Symmetrie
Die Prädiktionsmatrix ist symmetrisch. Die Symmetrieeigenschaft der Prädiktionsmatrix kann wie folgt gezeigt werden
{\displaystyle \mathbf {P} ^{\top }=\left(\mathbf {X} \left(\mathbf {X} ^{\top }\mathbf {X} \right)^{-1}\mathbf {X} ^{\top }\right)^{\top }=\left(\left(\mathbf {X} \left(\mathbf {X} ^{\top }\mathbf {X} \right)^{-1}\right)\left(\mathbf {X} ^{\top }\right)\right)^{\top }=\ \left(\mathbf {X} ^{\top }\right)^{\top }\left(\mathbf {X} \left(\mathbf {X} ^{\top }\mathbf {X} \right)^{-1}\right)^{\top }=\ \mathbf {X} \left(\left(\mathbf {X} ^{\top }\mathbf {X} \right)^{-1}\right)^{\top }\mathbf {X} ^{\top }=\ \mathbf {X} \left(\mathbf {X} ^{\top }\mathbf {X} \right)^{-1}\mathbf {X} ^{\top }=\mathbf {P} }

## Hebelwerte
Die Diagonalelemente {\displaystyle p_{ii}} der Prädiktionsmatrix {\displaystyle \mathbf {P} } können als Hebelwerte interpretiert werden und spielen in der Regressionsdiagnostik eine große Rolle. Sie sind gegeben durch
{\displaystyle p_{ii}=\mathbf {x} _{i}^{\top }\left(\mathbf {X} ^{\top }\mathbf {X} \right)^{-1}\mathbf {x} _{i}}.
Diese Hebelwerte werden bei der Berechnung des Cook-Abstands verwendet und können genutzt werden, um einflussreiche Beobachtungen zu identifizieren. Es gilt {\displaystyle {\frac {1}{n}}\leq p_{ii}\leq {\frac {1}{r}}}, wobei {\displaystyle r} die Anzahl der Zeilen in der Versuchsplanmatrix {\displaystyle \mathbf {X} } darstellt, die unterschiedlich sind. Wenn alle Zeilen unterschiedlich sind, dann gilt {\displaystyle {\frac {1}{n}}\leq p_{ii}\leq 1}.